# Внешняя политика Республики Кореи

Страны, с которыми Республика Корея имеет дипломатические отношения

Внешняя политика Республики Корея — это общий курс Республики Корея в международных делах. Внешняя политика регулирует отношения Республики Корея с другими государствами. Реализацией этой политики занимается министерство иностранных дел Республики Корея.

## Общие положения
Согласно конституции Шестой республики Южной Кореи за реализацию внешней политики отвечает президент страны и Государственный совет при условии одобрения парламентом. Президент и Государственный совет периодически отчитываются о внешних связях перед законодательной властью, через премьер-министра и министра иностранных дел страны. Президент назначает послов без одобрения законодательной власти, однако не имеет права заключать соглашения с другими странами без её одобрения. Согласно статье 60 конституции Республики Корея: объявление войны, отправка войск за границу и размещение иностранных войск на территории страны также подлежат одобрению законодательной власти. В парламенте Республики Корея функционирует Комитет по иностранным делам, который выносит свои предложения для обсуждения на пленарных заседаниях. Парламент может также создать специальные комитеты для рассмотрения вопросов, имеющих особое значение для государства.
Согласно конституции страны, основные принципы внешней политики устанавливаются президентом. Главными советниками по внешней политике в Государственном совете являются: премьер-министр, возглавляющий кабинет министров, а также министр иностранных дел. Время от времени эти должностные лица могут быть вызваны для дачи пояснений в парламент Республики Корея. В статье 63 конституции страны сказано, что парламент может рекомендовать отстранить от должности премьер-министра или члена Государственного совета. В статье 91 конституции республики Корея указано, что Совет национальной безопасности принимает участие в формировании принципов внешней, военной и внутренней политики, связанной с национальной безопасностью, но утверждаются они Государственным советом. Национальное агентство разведки (по функционалу соответствует структурам США: Центральному разведывательному управлению и Федеральному бюро расследований), имеет право докладывать президенту своё видение внешней политики и вносить предложения по её корректировке.
Дипломатические миссии Республики Корея осуществляют свои функции в других государствах и являются проводником внешней политики государства. Министерство иностранных дел имеет структурные и территориальные подразделения. Сотрудники министерства иностранных дел являются гражданскими государственными служащими, имеющими высшее образование, а также сдавшие экзамен при поступлении на службу. Должности в министерстве иностранных дел являются престижными, поэтому привлекают множество образованных людей, которым еще предстоит пройти суровый отбор Исследовательского института международных дел. В конце 1980-х годов в этом институте была очень строгая учебная программа в области международной дипломатии, специализированной и интенсивной языковой подготовки.

## История
В 1980-х годах Республика Корея стала менять приоритеты своей внешней политике и по новому выстраивать отношения с КНДР. Сохраняя свои прежние принципы на выстраивание тесных отношений с Западными странами, Республика Корея стало претворять в жизнь амбициозный план Северная политика, за основу была взята Восточная политика властей ФРГ в начале 1970-х годов. Хотя попытки наладить взаимодействие с КНДР были и до правления президента Республики Корея Пак Чон Хи, но наиболее сильно она получила развитие при президенте Ро Дэ У. Северная политика Сеула была задумана для реализации амбициозных, но изначально нечетких целей. Основная проблема Сеула заключалась в том, как не разрывая свои традиционные связи с Западом, суметь реализовать себя на Востоке. Многие политики Республики Кореи считали, что их экономическая и военная зависимость от Запада была чрезмерной и слишком продолжительной. Сеул стремился исправить эту ситуацию, начав проводить независимую военную политику. Это стремление быть менее зависимым от Запада стало проявляться в том числе и потому, что ряд западных стран значительно улучшил отношения с Восточной Европой, Советским Союзом и КНР.
Сеул стремился расширить и диверсифицировать торговые отношения, чтобы справиться с ростом торгового протекционизма со стороны Соединённых Штатов Америки. Проведение такой политики сопровождалось антиамериканизмом и растущими требованиями к либерализации экономической и политической жизни страны, кульминацией которого стало восстание в Кванджу в мае 1980 года. Благодаря Северной политике Республика Корея смогла наладить отношения с социалистическими странами, а также создать базу для диалога с КНДР. При этом политические лидеры в Пхеньяне и Сеуле не стремились снизить уровень конфронтации между странами из-за поддержания своего политического рейтинга. Когда Пхеньян занимал враждебную позицию по отношению к Республики Корея, то Сеул обращался за помощью к союзникам КНДР, которые могли оказать давление на лидеров этого государства. К 1990 году Сеулу удалось улучшить отношения с социалистическими государствами, но развитие отношений с КНДР не достигло серьезных успехов. Фактически оказалось, что успехи Сеула в налаживании отношений с КНР и СССР негативно воспринимались политиками КНДР так как они считали, что Сеул тем самым бросает им вызов. Также, Северная политика Республики Корея смогла продемонстрировать миру низкую политическую зависимость КНДР от своих социалистических союзников в лице Москвы и Пекина. Тем самым, Сеул сильно недооценил прочно сложившуюся независимость КНДР.
В ноябре 1987 года произошел взрыв Boeing 707 над Андаманским морем, принадлежащего Республики Корея, что привело к серьезному ухудшению отношений с КНДР так как было установлено, что агенты этой страны взорвали пассажирский самолет с целью сорвать проведение Олимпийских игр в Сеуле. План КНДР провалился и эта страна бойкотировала Олимпийские игры 1988 года. В остальном, Северная политика Сеула была успешной и это отражалось в том числе на спорте, торговле и дипломатии. В 1988 году в Сеуле прошли Летние Олимпийские игры, что еще раз продемонстрировало успехи дипломатии Республики Корея. Это были первые Олимпийские игры за двенадцать лет, которые не были омрачены бойкотом со стороны стран-участников Холодной войны, а также стали рекордсменом по числу участников: 159 стран и более 9000 спортсменов. Более 3 миллиардов телезрителей смотрели на Олимпийские игры в прямом эфире, а Сеул получил мировую известность. Показатели международной торговли Республики Корея был впечатляющим: в конце 1980-х годов эта страна вошла в десятку крупнейших экономик мира. Экономические реформы и налаживание отношений с социалистическими странами принесли свои впечатляющие плоды.
В 1990-е годы, возможно, самым впечатляющим успехом Сеула стала дипломатическая политика. Реализуя лозунг Олимпийских игр 1988 года «От Сеула до Мира и от Мира до Сеула», к началу 1990 года Республика Корея установила дипломатические отношения с 133 странами и основала 138 дипломатических миссий, включая консульское учреждение в Москве. Соседняя КНДР имела дипломатические отношения с 102 странами и содержала 85 зарубежных дипломатических миссий. Впечатляющее количество молодых дипломатов Республики Корея прошли обучение на Западе и активно внедряло принципы Северной политики. Эти дипломаты придерживались агрессивных методов для продвижения экономических интересов своей страны на мировой арене. В феврале 1988 года прошла инаугурация президента Ро Дэ У, после чего Северная политика стала особенно активно продвигаться властями Республики Корея. 7 июля 1988 года Ро Дэ У представил свой план по налаживания отношений с КНДР и подготовке к мирному объединению полуострова. 18 октября 1988 года Ро Дэ У стал первым президентом Республики Корея, выступившим на заседании Генеральной Ассамблеи ООН.